# Mademoiselle (pièce de théâtre)
Pour les articles homonymes, voir Mademoiselle (homonymie).
Mademoiselle est une pièce de théâtre de Jacques Deval créée le 6 janvier 1932 au théâtre Saint-Georges.

## Théâtre Saint-Georges,1932
- Mise en scène : Jacques Baumer
- Personnages et interprètes :
  - Mademoiselle : Marcelle Géniat
  - Alice Galvoisier : Betty Daussmond
  - Lucien Galvoisier : Pauley
  - Maurice Galvoisier : Christian Gérard
  - Christiane Galvoisier : Renée Devillers
  - Hélène : Germaine Stainval
  - Valentin : Georges Clarins
  - M. Boutin : Maurice Bénard
  - Édouard : André Béart
  - Thérèse : Arielle
  - Juliette : Jane Pierville

## Théâtre Saint-Georges,1948
À partir du 29 avril 1948 au théâtre Saint-Georges.
- Mise en scène : Jacques Deval
- Personnages et interprètes :
  - Mademoiselle : Berthe Bovy
  - Alice Galvoisier : Suzet Maïs
  - Lucien Galvoisier : Carpentier
  - Maurice Galvoisier : Michel François
  - Christiane Galvoisier : Danièle Delorme
  - Hélène : Geneviève Arno
  - Valentin : Robert Pages
  - M. Boutin : Jean Hebey
  - Édouard : Pierre Regy
  - Thérèse : Martine Brienne
  - Carmen : Paule Alban

## Comédie-Française (salle Luxembourg),1957
À partir du 8 mai 1957 à la Comédie-Française (salle Luxembourg).
- Mise en scène : Robert Manuel
- Personnages et interprètes :
  - Mademoiselle : Denise Gence
  - Alice Galvoisier : Denise Grey
  - Lucien Galvoisier : Jean Marchat
  - Maurice Galvoisier : Jean-Paul Roussillon
  - Christiane Galvoisier : Annie Girardot
  - Hélène : Maria Fromet
  - Valentin : François Chaumette
  - M. Boutin : Georges Baconnet
  - Édouard : Marco-Béhar

## Théâtre de la Michodière,1981
À partir du 25 septembre 1981 au théâtre de la Michodière.
- Mise en scène : Jean Meyer
- Personnages et interprètes :
  - Mademoiselle : Jacqueline Jehanneuf
  - Alice Galvoisier : Rosy Varte
  - Lucien Galvoisier : Jacques Morel
  - Maurice Galvoisier : Bruno Constantin
  - Christiane Galvoisier : Anne Rondeleux
  - Hélène : Florence Fors
  - Valentin : Charles Millot
  - M. Boutin : Jacques Marin puis Jean Pemeja
  - Édouard : Serge Blondeau